# Ronon Dex
Ronon Dex (gespeeld door Jason Momoa) is een personage in de sciencefictionserie Stargate Atlantis. Hij is een Sateda uit het Pegasusstelsel die de afgelopen 7 jaar op de vlucht is geweest voor de Wraith.

## Biografie
Voordat hij op de vlucht sloeg voor de Wraith, was hij lid van het leger van Sateda, met de rang van "Specialist". Hij kwam in 2005 voor het eerst mensen van de aarde tegen, toen hij John Sheppard en Teyla Emmagan gevangennam. Hij maakte toen een deal: zij zouden hem helpen om een Wraith-zender uit zijn rug te halen en hij zou hen helpen Aiden Ford te vangen.
Het lukte Dr. Beckett om het apparaat uit zijn rug te halen, maar de Wraith belemmerden de aanhouding van Ford. Ronon keerde toen terug met Sheppard en Teyla naar Atlantis. Toen zij een MALP naar het gateadres stuurden dat hij hun gaf, ontdekte hij dat zijn beschaving helemaal was verwoest.
Sheppard bood Ronon toen een plaats in zijn team aan nadat hij zich had bewezen tegen de Mariniers en Teyla in een handgevecht versloeg. Hij slaagde voor de schiettesten zonder enig teken van aarzeling of onervarenheid met verschillende vuurwapens.
Hij heeft een uniek wapen, een energiepistool. Het apparaat vuurt grote rode hoeveelheden energie af en het heeft twee standen: verdoven en doden. Het lijkt op een revolver, met een brandstofcel waar de munitiecilinder in kan worden geplaatst. Daarbij draagt hij ook weleens een zwaard. In zijn eigen wereld ontbreekt het aan de kennis om een dergelijk geavanceerd wapen te fabriceren, en later in de serie werd ook onthuld dat de Travelers, een meer geavanceerde groep mensen, dit pistool ook gebruiken en waarschijnlijk ook hebben ontwikkeld. Ronon gebruikt zijn pistool vaak, maar gebruikt zijn zwaard voor nog meer effect. Hij heeft ook een paar messen voor gebruik in noodgevallen. De meeste zijn op zijn lichaam verborgen. 

## Trivia
- Jason Momoa heeft verklaard dat de tatoeage in Ronons nek een indicatie is van zijn Satedan militaire rang.
- Jason Momoa en andere acteurs hebben gezegd dat zij Ronon zien als de Atlantis-versie van Chewbacca